# Moto Tour
Le Tour de France moto, aujourd'hui appelé Moto Tour, est une épreuve de compétition motocycliste à étapes fondée en 1973.
À partir de l'édition 2006, la boisson énergétique Dark Dog est le sponsor officiel de l'épreuve. Celle-ci est renommée Dark Dog Moto Tour.

## Historique
Cette épreuve sur route a été créée, dans sa forme actuelle, par Éric de Seynes.

## Palmarès
| Année | Pilotes         | Constructeur |  | Année | Pilotes          | Constructeur |
| 1973  | Alain Renouf    | Kawasaki     |  | 1974  | Gougy            | Kawasaki     |
| 1975  | Hubert Rigal    | BMW          |  | 1976  | Hubert Rigal     | Honda        |
| 1977  | Maurice Chomat  | Honda        |  | 1978  | Rigoni           | Honda        |
| 1979  | Geneletti       | Honda        |  | 1980  | Gilles Husson    | Honda        |
| 1981  | Chevelle        | Kawasaki     |  | 2003  | Dominique Sarron | Yamaha       |
| 2004  | Serge Nuques    | Yamaha       |  | 2005  | Serge Nuques     | Yamaha       |
| 2006  | Denis Bouan     | Buell        |  | 2007  | Denis Bouan      | Buell        |
| 2008  | Denis Bouan     | Buell        |  | 2009  | Denis Bouan      | Honda        |
| 2010  | Denis Bouan     | Yamaha       |  | 2011  | Denis Bouan      | Yamaha       |
| 2012  | Denis Bouan     | Yamaha       |  | 2013  | Denis Bouan      | Yamaha       |
| 2014  | Denis Bouan     | Yamaha       |  | 2016  | Lionel Richier   | Yamaha       |
| 2017  | Sébastien Lagut | Yamaha       |  | 2018  | Jérémy Barnoin   | KTM          |